# Escuela Nacional de Artes Cinematográficas
La Escuela Nacional de Artes Cinematográficas (ENAC) és l'escola de cinema de la Universitat Nacional Autònoma de Mèxic (UNAM), la més antiga d'Amèrica Llatina i una de les més importants institucions d'ensenyament cinematogràfic. Va ser fundada en 1963 sota el nom de Centro Universitario de Estudios Cinematográficos (CUEC) per part del Departament d'Activitats Cinematogràfiques de la Direcció General de Difusió Cultural de la UNAM.
Fundada arran de l'impacte de la Nouvelle vague de cineastes francesos als cineclubs universitaris i del primer concurs de Cinema Experimental convocat per la STPC.
Han diplomat d'aquesta escola cineastes tan reconeguts com Julián Hernández Pérez, Jorge Fons, Jaime Humberto Hermosillo, Alfredo Gurrola, Issa López, Fernando Eimbcke, Juan Mora Catlett, Emmanuel Lubezki i Alfonso Cuarón.
El 27 de març de 2019 va ser aprovat pel Consell Universitari de la UNAM la transformació del Centro Universitario de Estudios Cinematográficos (CUEC) en Escuela Nacional de Artes Cinematográficas.

## Oferta acadèmica
- Llicenciatura en Cinematografia
- Mestratge en Cinema documental
- Cursos i Diplomats

## Història
El CUEC va néixer en 1963, en una època en què la Universitat vivia la influència del cinema francès a través dels cineclubs i existia una inquietud enorme per reactivar una indústria cinematogràfica els temes de la qual estaven esgotats i els seus creadors, estancats. Així, el CUEC va iniciar la seva labor formativa de cineastes que amb el seu talent i creativitat han impactat els mitjans audiovisuals, tant locals com internacionals. El compromís social de l'escola es va veure confirmat ràpidament quan en 1968, els seus estudiants van filmar el moviment estudiantil mexicà les imatges del qual conformarien el llargmetratge documental El grito, México 1968.
Des de 1972 pertany al Centre International de Liaison des Ecoles de Cinéma et de Télévision (CILECT) organisme que aglutina a 131 escoles de cinema de 55 països de tots els continents. És fundador de la Federació de les Escoles de la Imatge i el So d'Amèrica Llatina (FEISAL), associació que concentra a més de trenta escoles de cinema llatinoamericanes.
El 2006, l’Academia Mexicana de Artes y Ciencias Cinematográficas i concedeix al CUEC l'Ariel d'Or, màxima distinció atorgada a una personalitat o institució en la cinematografia mexicana “per la seva inavaluable aportació en la formació de cineastes mexicans”.
En 2013, en el seu 50 aniversari, el CUEC es muda a les noves instal·lacions en Ciutat Universitària. En 2015 la carrera obté validesa oficial com a llicenciatura, amb un nou pla d'estudis que permet als estudiants especialitzar-se en nou àrees del quefer cinematogràfic: direcció de ficció, direcció de documental, direcció d'animació, cinefotografía, guió, producció, disseny de producció/direcció d'art, so o muntatge.
Arran d'un presumpte cas de violència de gènere, així com alguns al·legats de negligència i incompetència per part de l'administració del Centre, el 17 d'abril de 2015 l'Assemblea General d'Alumnes del CUEC es va organitzar en el moviment #EnMiEscuelaNo, que exigia la dimissió immediata del llavors director del centre, José Felipe Coria Coral, entre altres peticions.

## Directors
| Directors                  | Període     |
| -------------------------- | ----------- |
| Manuel González Casanova   | 1963 - 1978 |
| José Rovirosa Macías       | 1978 - 1985 |
| Marcela Fernández Violante | 1985 - 1988 |
| Alfredo Joskowicz          | 1989 - 1996 |
| Mitl Valdez                | 1997 - 2004 |
| Armando Casas              | 2004 - 2012 |
| José Felipe Coria          | 2012-2015   |
| María del Carmen de Lara   | 2015 - 2019 |
| Manuel López Monroy        | 2019        |